# أندرياس بيترسن
أندرياس بيترسن (بالدنماركية: Andreas Petersen)‏ (19 سبتمبر 1901 – 15 فبراير 1976) هو ملاكم دنماركي راحل، مثّل بلاده في الألعاب الأولمبية الصيفية 1924.

## روابط خارجية
أندرياس بيترسن على موقع أوليمبيديا (الإنجليزية)